# Bryony Lavery
Pour les articles homonymes, voir Lavery.
Bryony Lavery, née le 21 décembre 1947 à Wakefield, est une dramaturge britannique, célèbre surtout pour sa pièce Frozen (1998).

## Biographie
Elle est membre de la Royal Society of Literature.